# Rajd Włoch 1994
Rezultaty Rajdu Włoch (36. Rallye Sanremo - Rallye d'Italia), eliminacji Rajdowych Mistrzostw Świata w 1994 roku, który odbył się w dniach 9-13 października. Była to dziewiąta runda czempionatu w tamtym roku. Bazą rajdu było miasto San Remo. 

## Wyniki końcowe rajdu
| Msc.                   | Kierowca               | Pilot                  | Samochód                  | Czas                   | Strata                 | Grupa                  | Punkty                 |
| Klasyfikacja generalna | Klasyfikacja generalna | Klasyfikacja generalna | Klasyfikacja generalna    | Klasyfikacja generalna | Klasyfikacja generalna | Klasyfikacja generalna | Klasyfikacja generalna |
| ---------------------- | ---------------------- | ---------------------- | ------------------------- | ---------------------- | ---------------------- | ---------------------- | ---------------------- |
| 1                      | Didier Auriol          | Bernard Occelli        | Toyota Celica Turbo 4WD   | 5:56.40                | 0.0                    | A8 M                   | 20                     |
| 2.                     | Carlos Sainz           | Luis Moya              | Subaru Impreza 555        | 5:57.01                | +0.21                  | A8 M                   | 15                     |
| 3.                     | Miki Biasion           | Tiziano Siviero        | Ford Escort RS Cosworth   | 5:57.27                | +0.47                  | A8 M                   | 12                     |
| 4.                     | Bruno Thiry            | Stéphane Prévot        | Ford Escort RS Cosworth   | 5:57.57                | +1.17                  | A8 M                   | 10                     |
| 5.                     | Colin McRae            | Derek Ringer           | Subaru Impreza 555        | 5:58.16                | +1.36                  | A8 M                   | 8                      |
| 6.                     | Franco Cunico          | Stefano Evangelisti    | Ford Escort RS Cosworth   | 5:58.31                | +1.51                  | A8                     | 6                      |
| 7.                     | Juha Kankkunen         | Nicky Grist            | Toyota Celica GT-Four     | 6:00.58                | +4.18                  | A8 M                   | 4                      |
| 8.                     | Piero Longhi           | Flavio Zanella         | Toyota Celica Turbo 4WD   | 6:05.49                | +9.09                  | A8                     | 3                      |
| 9.                     | Malcolm Wilson         | Bryan Thomas           | Ford Escort RS Cosworth   | 6:07.42                | +11.02                 | A8                     | 2                      |
| 10.                    | Jorge Bica             | Joaquim Capelo         | Lancia Delta HF Integrale | 6:27.06                | +30.26                 | A8                     | 1                      |
| PWRC                   |                        |                        |                           |                        |                        |                        |                        |
| 1 (15).                | Isolde Holderied       | Christina Thörner      | Mitsubishi Lancer Evo II  | 6:35:24                | -                      | N4                     |                        |
| 2 (16).                | Jorge Recalde          | Martin Christie        | Mitsubishi Lancer Evo II  | 6:40:09                | +4:45                  | N4                     |                        |
| 3 (17).                | Jesús Puras            | Carlos del Barrio      | Ford Escort RS Cosworth   | 6:44:11                | +8:47                  | N4                     |                        |
| 2L WRC                 |                        |                        |                           |                        |                        |                        |                        |
| 1 (12).                | Alister McRae          | David Senior           | Nissan Sunny GTi          | 6:30:58                | -                      | A7                     |                        |
| 2 (13).                | Paolo Andreucci        | Simona Fedeli          | Renault Clio Williams     | 6:31:10                | +0:12                  | A7                     |                        |
| 3 (14).                | Freddy Loix            | André Malais           | Opel Astra GSi 16V        | 6:35:07                | +4:09                  | A7                     |                        |

1. ↑  Litera M przy oznaczeniu grupy do której należy samochód oznacza, iż tylko ci kierowcy zdobywali punkty dla swoich zespołów liczonych w klasyfikacji producentów na koniec sezonu.

## Klasyfikacja po 8 rundach
Tabele przedstawiają tylko pięć pierwszych miejsc.

### Kierowcy
| Lp. | Kierowca        | Pkt |
| --- | --------------- | --- |
| 1   | Didier Auriol   | 110 |
| 2   | Carlos Sainz    | 99  |
| 3   | Juha Kankkunen  | 78  |
| 4   | Massimo Biasion | 42  |
| 5   | Bruno Thiry     | 32  |

### Producenci
| Lp. | Producent  | Pkt |
| --- | ---------- | --- |
| 1   | Toyota     | 151 |
| 2   | Subaru     | 134 |
| 3   | Ford       | 102 |
| 4   | Mitsubishi | 41  |